# Sergej Pavlin
Sergej Pavlin, slovenski arhitekt, oblikovalec in slikar, * 16. september 1929, † 31. januar 2017
Še kot študent na ljubljanski Fakulteti za arhitekturo je v 1950. letih oblikoval logotip in stekleničko za pijačo Cockto in kasneje še drugo promocijsko gradivo. Za steklenico je leta 1953 prejel nacionalno nagrado za oblikovanje.
Diplomiral je leta 1960 pri profesorju Edvardu Ravnikarju. Nato je postal najprej asistent profesorja Borisa Kobeta in nazadnje tudi sam profesor za arhitekturno (prostoročno) risanje na Fakulteti za arhitekturo. Sodeloval je pri več projektih obnove ljubljanskega središča, med njimi Tivolskega gradu. Posvečal se je tudi slikarstvu.
Za njegovo prizadevanje za ureditev poslopja francoske ambasade in rezidence v Ljubljani je bil leta 2012 imenovan za viteza nacionalnega reda za zasluge Francije.